# ブラント棚氷

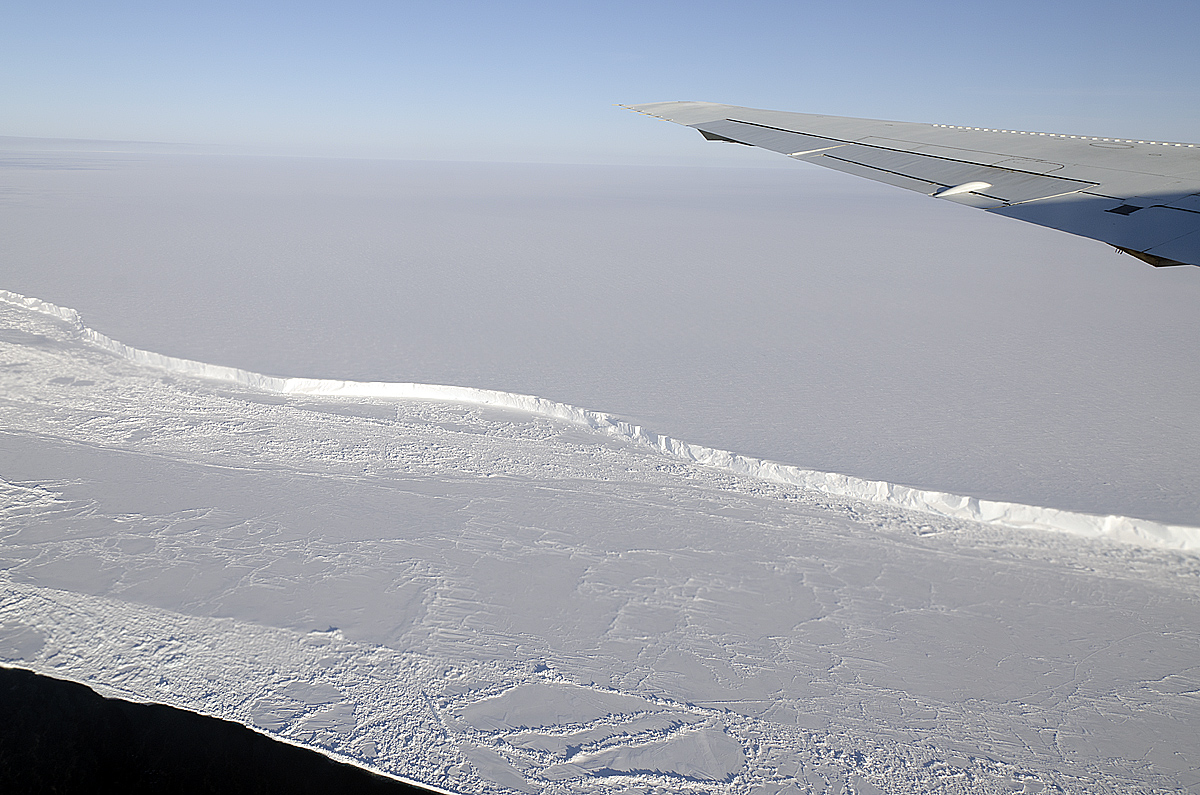
オペレーション・アイスブリッジにおける2011年の南極キャンペーンで、NASAのDC-8の初飛行中に撮影されたブラント棚氷の風景。

ブラント棚氷(Brunt Ice Shelf)は、南極大陸のコーツランドの沿岸にある棚氷であり、ドーソン＝ランブトン氷河とスタンコム＝ウィルス氷河を分ける。ブラント棚氷という名称はイギリス南極地名委員会によってデイビット・ブラントにちなんで命名された。ブラントはイギリスの気象学者で、1948年から1957年まで王立学会の物理学分野の幹事を務め、1955年の王立協会によるブラント棚氷への遠征への参加に責任を持っていた。
1955年から1959年までの王立協会による遠征の間、ブラント棚氷には基地が設置されており、遠征が終わると基地はイギリスのハレー基地に引き継がれた。
南緯75度55分 西経25度0分 / 南緯75.917度 西経25.000度に位置するブラント・アイスフォールはケアード海岸に沿っておよそ 80キロメートル (50 mi)にわたって広がっており、氷に覆われた急勾配の海岸がブラント棚氷を目掛けて駆け下りてくる。ブラント・アイスフォールは1967年11月5日にアメリカ海軍の戦隊VXE-6の飛行コースにおいて発見された。この飛行に使われた航空機はLC-130であった。当時、VXE-6はブラント・アイスフォールの航空写真を撮影し、その写真はアメリカ地質調査所によって地図を描画するのに用いられた。ブラント・アイスフォールという名称は南極地名諮問委員会によって、ブラント棚氷と関連するという理由により名づけられた。

## 氷山の分離現象
2012年、それまでは安定していた棚氷の大きな裂け目（海に向かってきれいに勢いよく飛び込んでいく割れ目）が広がり始め、次の数年以内の間にブラント棚氷の大きな部分が破壊される原因になると予測された。2021年2月26日、棚氷の北側からA-74氷山と呼ばれる面積1,270 km2 (490 sq mi)にもなる氷山がきれいに分離した。このとき、氷山は北側の裂け目沿いにあるマクドナルド氷壁の棚氷の縁から分かれた。氷山は最終的に、ブラント・スタンコム亀裂の一部分となった。2月28日現在、A-74氷山は南緯75度13分 西経25度41分 / 南緯75.217度 西経25.683度に位置しており、最も長い部分の長さは30海里 (56 km)、最も幅が広い部分の長さは18海里 (33 km)と測定されている。
2023年1月23日、2021年と同じ地域で2回目の大きな氷山分離が発生した。このときは、「キャズム-1」と呼ばれた割れ目が広がり、ついには棚氷全体を分断したことが理由であり、これに伴い分離した氷山の面積は1,550 km2 (600 sq mi)にもなった。キャズム-1は2015年以来成長し続けており、2022年12月までには棚氷全体に広がっており、氷山分離の始まりを告げていた。